# 仁慈小堂 (尼斯)
43°41′44.82″N 7°16′31.29″E / 43.6957833°N 7.2753583°E
仁慈小堂（Chapelle de la Miséricorde）是一座古老的罗马天主教教堂，位于尼斯老城的塞莱亚林荫道（cours Saleya）。它被认为是尼斯巴洛克建筑的杰作。1921年被法国文化部列为国家历史古迹。

## 历史

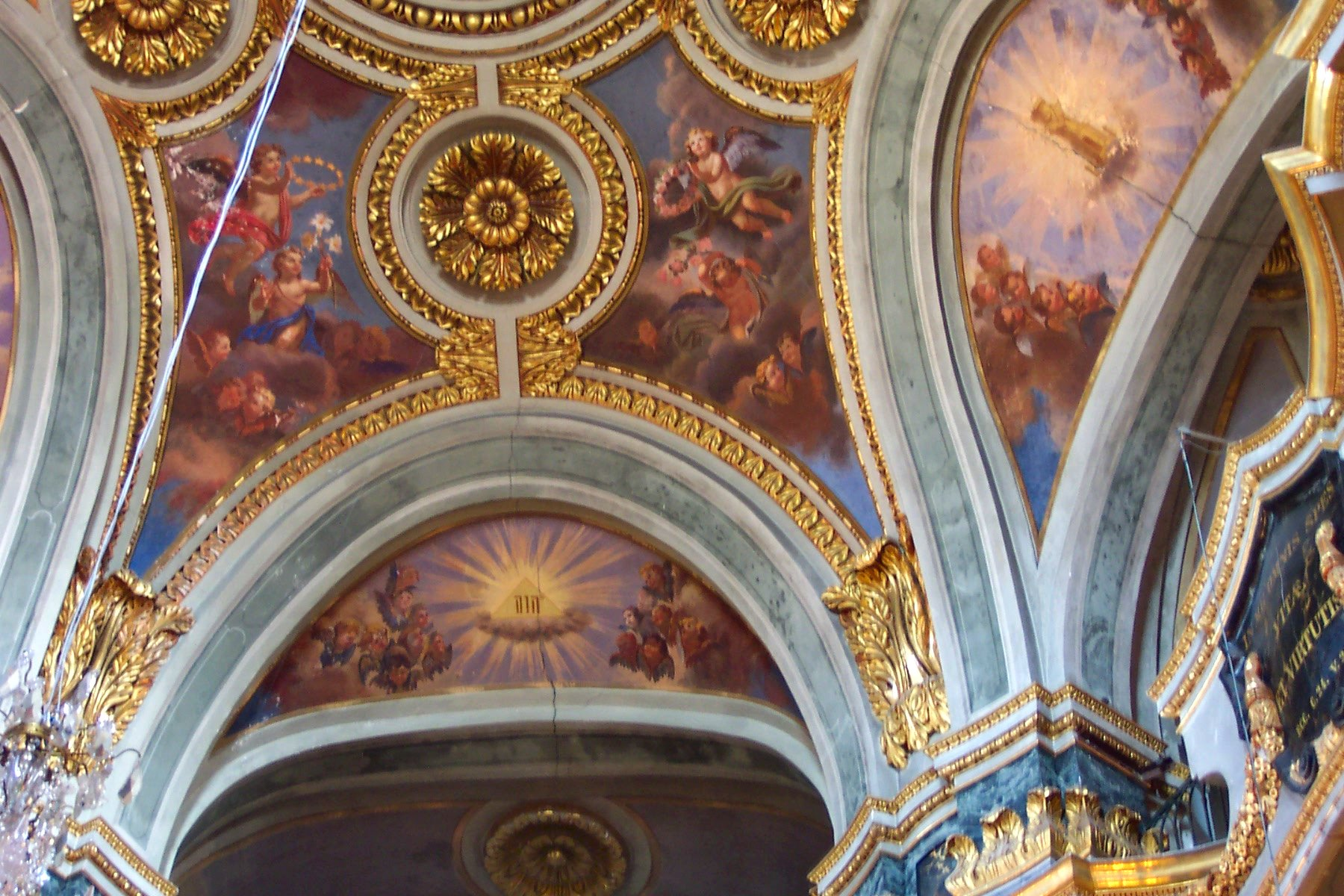
内部

这座教堂建于1747年和1770年，位于昔日撒丁国王盐仓的所在地。建筑师是来自都灵的Bernardo Vittone，建筑风格为皮埃蒙特巴洛克式样。虽然这座教堂建造在一个受限制的空间（上部是修道院），但是通过巧妙的设计，例如绘有壁画的圆顶天花板，给人开放式建筑的印象。教堂内部充满了各种椭圆曲线，以及丰富的黄金和灰泥装饰。
1980年，附近的地下停车场，对教堂建筑造成威胁。2002-2003年，进行关闭大修加固。